# Крилов Микола Митрофанович
Микола Митрофанович Крилов (рос. Николай Митрофанович Крылов; 17 (29) листопада 1879, Петербург, Російська імперія — 11 травня 1955, Москва, СРСР) — український математик, механік. Професор (1912), доктор математики (1917), академік ВУАН (1922), член-кореспондент АН СРСР (1928), академік АН СРСР (1929), заслужений діяч науки УРСР (1939); дійсний члени НТШ (1927).

## Життєпис
Народився в м. Санкт-Петербург у сім'ї сенатського чиновника. Виріс у родовому маєтку батька в с. Ковганівка (нині село Брусилівського району Житомирської області).
1889 був зарахований до Київського кадетського корпусу.
По закінченні навчання в ньому 1897 подав прохання на ім'я ректора Київського ун-ту зарахувати його вільним слухачем фізико-математичного факультету. Однак йому було відмовлено через те, що він не пройшов курсу вивчення класичних мов (їх не викладали в кадетському корпусі).
1897 року вступив до Петербурзького гірничого інституту.
Бувши студентом інституту, М. М. Крилов отримав премію ім. Г. А. Тіме за студентську роботу з математики. По закінченні навчання 1902 за рекомендацією професора І. П. Долбні був залишений на кафедрі вищої математики для підготовки до звання професора.
Цього ж року поїхав за кордон для поглиблення своїх знань і налагодження наукових зв'язків із західноєвропейськими колегами. В Італії опублікував свою першу працю.
1910 повернувся на Батьківщину. Деякий час, згідно з даними краєзнавців м. Брусилів, проживав у родинному маєтку в Ковганівці, завершив тут написання праці «О разложениях в ряды по фундаментальным функциям, встречаемых при интегрировании одного дифференциального уравнения с частными производными 4-го порядка, и о разложении по полиномам Якоби» (Киев, 1911), за яку 1911 йому було присвоєно наукове звання ад'юнкт-професора Гірничого ін-ту по кафедрі математики.
З 1911 року почав читати лекції в інституті.
1912 — обраний професором Петербурзького гірничого ін-ту.
1914 опублікував курс лекцій з диференціального та інтегрального обчислювання.
1915 захворів на туберкульоз і поїхав на лікування до Криму. Став ініціатором відкриття в Криму філіалу Київського університету, в якому могли б навчатися хворі студенти (згодом ця ідея була підтримана проф. Д. О. Граве, і 1918 такий філіал було створено).
1917 Київський ун-т присвоїв йому вчений ступінь доктора математики honoris causa за обґрунтування ним методу Рітца (Application of the method of W.Ritz to a system of differentiaequations. «Известия РАН», 1917, 11, № 8; Sur les generalisations de la methode de Walter Ritz. «С. r. Acad. sci.», Paris, 1917, № 164).
Невдовзі потому почав працювати в Лівадії в Таврійському філіалі Київського університету.
Після окупації Криму військами Антанти філіал було переведено до м. Сімферополь і Крилов став професором, завідувачем кафедри математики Кримського (Таврійського) університету.
Друкувався в журналі «Записки математического кабинета Таврического университета» (тут побачили світ понад 20 його праць).
02.01.1922 його обрали дійсним членом ВУАН і він переїхав до Києва, очолив кафедру математичної фізики Інституту будівельної механіки ВУАН.
1923 одним з його учнів став М. Боголюбов.
Не раз виїздив за кордон, брав участь у роботі наукових конференцій і конгресів, читав лекції в наукових установах.
1924 взяв участь у роботі Міжнародного математичного конгресу в м. Торонто (Канада).
1926 читав лекції в Італії: спочатку в Неаполітанській АН і в Неаполітанському університеті, потім — у математичному інституті Болонського університету.
1927 читав лекції у Франції в Паризькому математичному товаристві й Паризькій АН, потім у Португалії — в Коїмбрському університеті (ще 1924 був обраний членом-кореспондентом Коїмбрської АН), а потім знову у Франції — у Страсбурзькому університеті.
1928 був обраний чл.-кор. АН СРСР й у вересні цього ж року брав участь у Міжнародному математичному конгресі в Болоньї (Італія).
У різні роки був обраний почесним членом:
- Американського математичного товариства,
- Американської математичної асоціації,
- Французького математичного товариства.

Від 1930 разом з М.Боголюбовим розробляв асимптотичну теорію нелінійних коливань, створив з ним новий науковий напрям — нелінійну механіку, займався впровадженням теорії нелінійних коливань у практику. Кілька цих досліджень були з успіхом застосовані в різних галузях науки й техніки.
У роки радянсько-німецької війни 1941–1945 був спочатку евакуйований до Харкова, а потім до Уфи.
1943 переїхав до Москви. У нього загострилася давня легенева хвороба, він почав втрачати зір, однак продовжував працювати.
Загалом опублікував 185 наукових праць, переважно присвячених мат. фізиці, варіаційному та операційному численню.
Нагороджений 2-ма орденами Трудового Червоного Прапора (1944, 1945), орденом Леніна (1949).
Помер у Москві. Похований на Новодівичому кладовищі.
1964 президія АН УРСР на честь М. М. Крилова встановила премію його імені за видатні наукові роботи в галузі нелінійної механіки та прикладної математики.
Згідно з генеалогічними математичними розвідками Американського математичного товариства має 568 послідовників [Архівовано 4 грудня 2013 у Wayback Machine.]

## Цікаві моменти біографії
Життя та наукова праця М. М. Крилова були тісно пов´язані з Брусилівщиною, Житомирської області. В селі Ковганівка був родинний маєток вченого, тут у грудні 1910 року він закінчив наукову працю «О разложениях в ряды по фундаментальным функциям, встречаемых при интегрировании одного дифференциального уравнения с частными производными 4 порядка и о разложении по полиномам Якоби» з присвятою своїй матері. За цю роботу в 1911 році йому було присвоєно науковий ступінь ад'юнкта. Трохи пізніше в серпні 1915 року, тут же, в Ковганівці він написав наукову роботу «О минимальной задаче в теории дифференциальных уравнений колебаний упругого неоднородного стержня».

## Праці
- Избранные труды, т. 1—3. К., 1961.